# Dương Nội
Dương Nội là một phường thuộc thành phố Hà Nội, Việt Nam.

## Địa lý
Địa giới hành chính phường Dương Nội:
- Phía Đông tiếp giáp phường Thanh Liệt (ranh giới đi theo đường Chiến Thắng, ranh giới cấp quận cũ, đường giao thông quy hoạch)
- Phía Tây tiếp giáp phường Dương Nội (ranh giới đi theo đường Lê Trọng Tấn - đường Nguyễn Thanh Bình - đường Nguyễn Văn Luyện)
- Phía Nam tiếp giáp phường Kiến Hưng (ranh giới đi theo sông Nhuệ - đường Đa Sỹ - phố Hà Trì - phố Hoàng Đôn Hoà - đường sắt Hà Đông)
- Phía Bắc tiếp giáp phường Đại Mỗ (ranh giới đi theo ranh giới quận cũ - ngõ 1 Đại Mỗ - phố Tố Hữu - đường LK11B - đường LK6A - đường giao thông quy hoạch).

## Lịch sử
Trước đây, Dương Nội là một xã thuộc huyện Hoài Đức.
Ngày 4 tháng 1 năm 2006, Chính phủ ban hành Nghị định số 01/2006/NĐ-CP. Theo đó, chuyển toàn bộ diện tích và dân số của xã Dương Nội về thị xã Hà Đông quản lý.
Ngày 27 tháng 12 năm 2006, Chính phủ ban hành Nghị định số 155/2006/NĐ-CP. Theo đó, xã Dương Nội thuộc thành phố Hà Đông mới thành lập.
Ngày 8 tháng 5 năm 2009, Chính phủ ban hành Nghị quyết số 19/NQ-CP. Theo đó:
- Thành lập quận Hà Đông trên cơ sở toàn bộ diện tích và dân số của thành phố Hà Đông;
- Thành lập phường Dương Nội thuộc quận Hà Đông trên cơ sở toàn bộ diện tích và dân số của xã Dương Nội.

Sau khi thành lập, phường Dương Nội có 585,31 ha diện tích tự nhiên, dân số là 17.311 người.
Ngày 16 tháng 6 năm 2025, Quốc hội Việt Nam quyết định sắp xếp một phần diện tích tự nhiên, quy mô dân số của các phường Dương Nội, Phú La, Yên Nghĩa, La Khê (quận Hà Đông cũ), phường Đại Mỗ (quận Nam Từ Liêm cũ), một phần xã La Phù (huyện Hoài Đức cũ) thành phường mới có tên gọi là phường Dương Nội.